# Chapelle Saint-Jérôme de la Salle
La chapelle Saint-Jérôme de la Salle est un édifice situé à Lanmérin, en France.

## Localisation
La chapelle est située sur le territoire de la commune de Lanmérin, dans le département  des Côtes-d'Armor, en région Bretagne.

## Description
La chapelle est un petit édifice de plan rectangulaire en granit se composant d'une salle et de deux portes, elle possède un clocher-mur à une chambre de cloche. Sur le pignon ouest se trouve l'entrée principale et un petit clocheton. Les deux portes sont ornées de fleurons ciselés. À l'intérieur, une charpente forme voûte lambrissée. Toutes les sablières, les entraits et les couvre-joints du lambris sont ornés de sculptures.

## Historique
La chapelle est classée au titre des monuments historiques par arrêté du 24 novembre 1930.

## Galerie

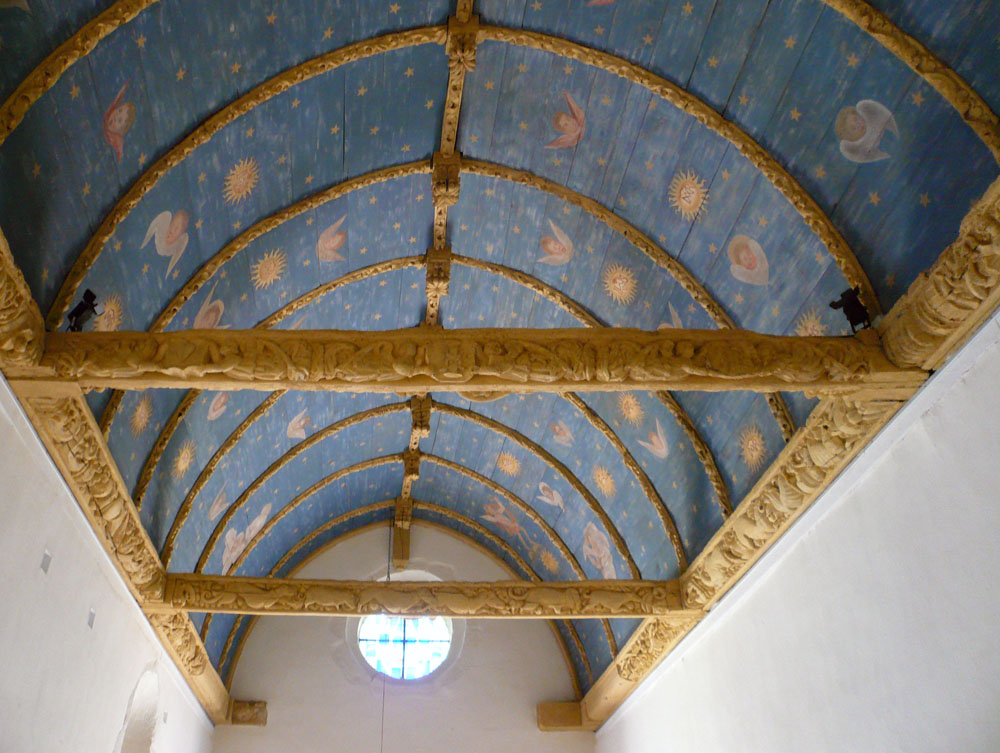
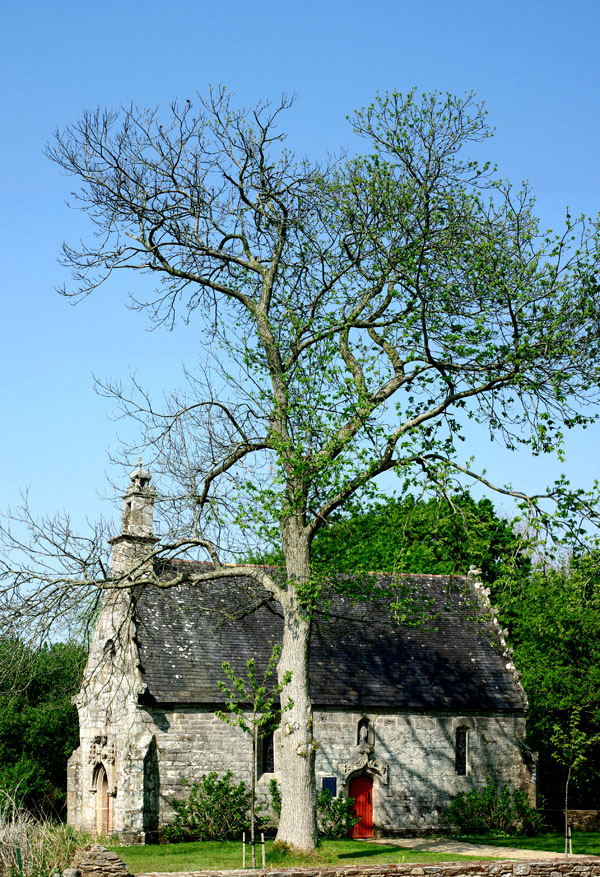
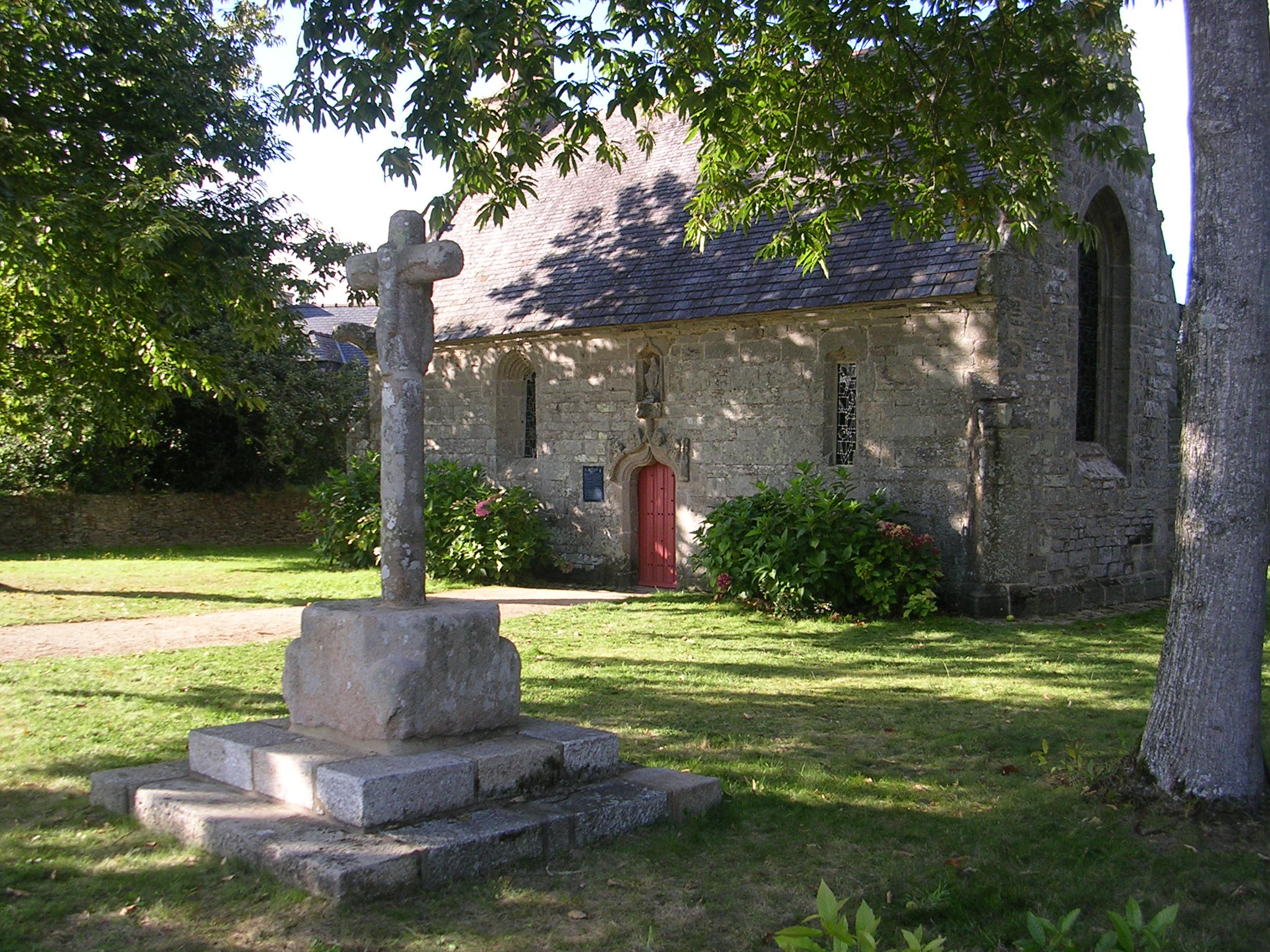
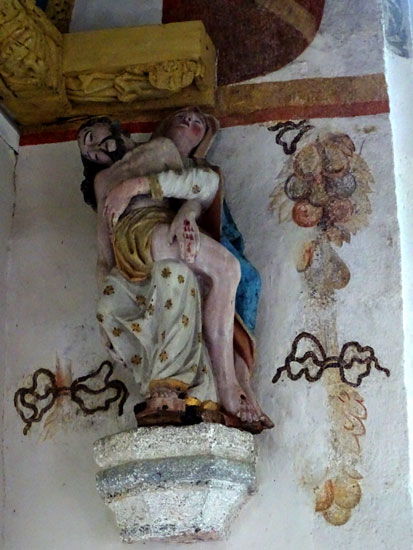
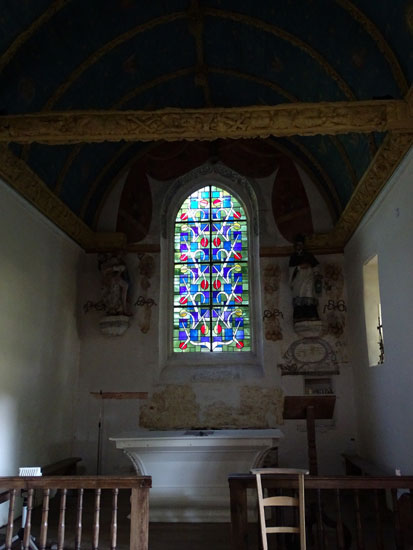
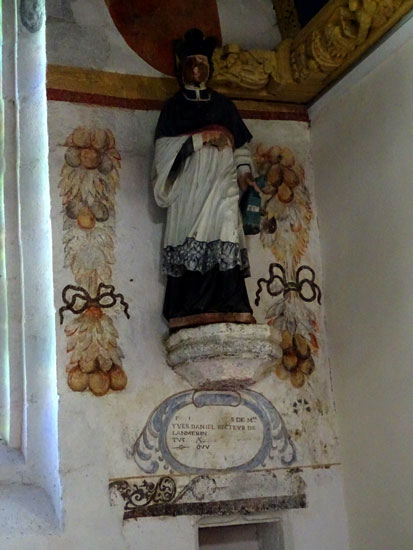